# Russkaja
Russkaja (stilizirano ЯUSSKAJA) je bila mednarodna ska punk/heavy metal skupina iz Dunaja. Skupino je leta 2015 ustanovil nekdanji pevec skupine Stahlhammer Georgij Makazaria. Leta 2006 so podpisali pogodbo z avstrijsko neodvisno založbo Chat Chapeau, pozneje pa so presedlali na mednarodno prepoznavnejšo Napalm Records.
Skupina se je v začetku leta 2023 odločila za konec delovanja zaradi še trajajoče ruske invazije na Ukrajino, zaradi katere niso mogli več lahkotno satirizirati sovjetske ikonografije. Poleg tega so bili člani kljub obsodbi invazije ožigosani za proruske in deležni številnih groženj prek spleta.

## Slog
Definirali so se kot "Ruski Turbo Polka Metal". V njihovi glasbi so bili slišni vplivi polke, skaja in tradicionalne ruske glasbe. Izvajali so skladbe v angleščini, nemščini, ruščini in madžarščini. Znani so bili po svojih humornih, pa tudi človekoljubnih besedilih.

## Člani
Sedanji člani
- Georgij Makazaria – vokal
- Dimitrij Miller – bas kitara
- Engel Mayr – kitara
- Ulrike Müllner – violina
- Rainer Gutternigg – trobenta
- H-G. Gutternigg – potete
- Mario Stübler – bobni

Nekdanji člani
- Titus Vadon – bobni
- Zebo Adam – kitara
- Antonia-Alexa Georgiew – violina

## Diskografija

### Albumi
| Leto | Naslov                     | Avstrijska lestvica |
| ---- | -------------------------- | ------------------- |
| 2008 | Kasatchok Superstar        | 15                  |
| 2010 | Russian Voodoo             | 36                  |
| 2013 | Energia!                   | 47                  |
| 2015 | Peace, Love & Russian Roll | 42                  |
| 2017 | Kosmopoliturbo             | 27                  |
| 2019 | No One Is Illegal          | 48                  |
| 2023 | Turbo Polka Party          | 7                   |

### EP-ji
- Dawai, Dawai (2006)
- Barada (2013)

### Singli
- "Dope Shit" (2007)
- "More" (2008)
- "Kasatchok Superstar the Song" (2009)
- "Hammer Drive" (Download-only) (2010)
- "Rock'n'Roll Today" (2015)
- "Mare Mare" (2017)
- "Alive" (2017)[6]
- "Druschba (You're Not Alone)" z Dubiozo kolektiv (2018)